# Benavites
Benavites – gmina w Hiszpanii, w prowincji Walencja, we wspólnocie autonomicznej Walencja, o powierzchni 4,27 km². W 2011 roku liczyła 634 mieszkańców.